# 西行

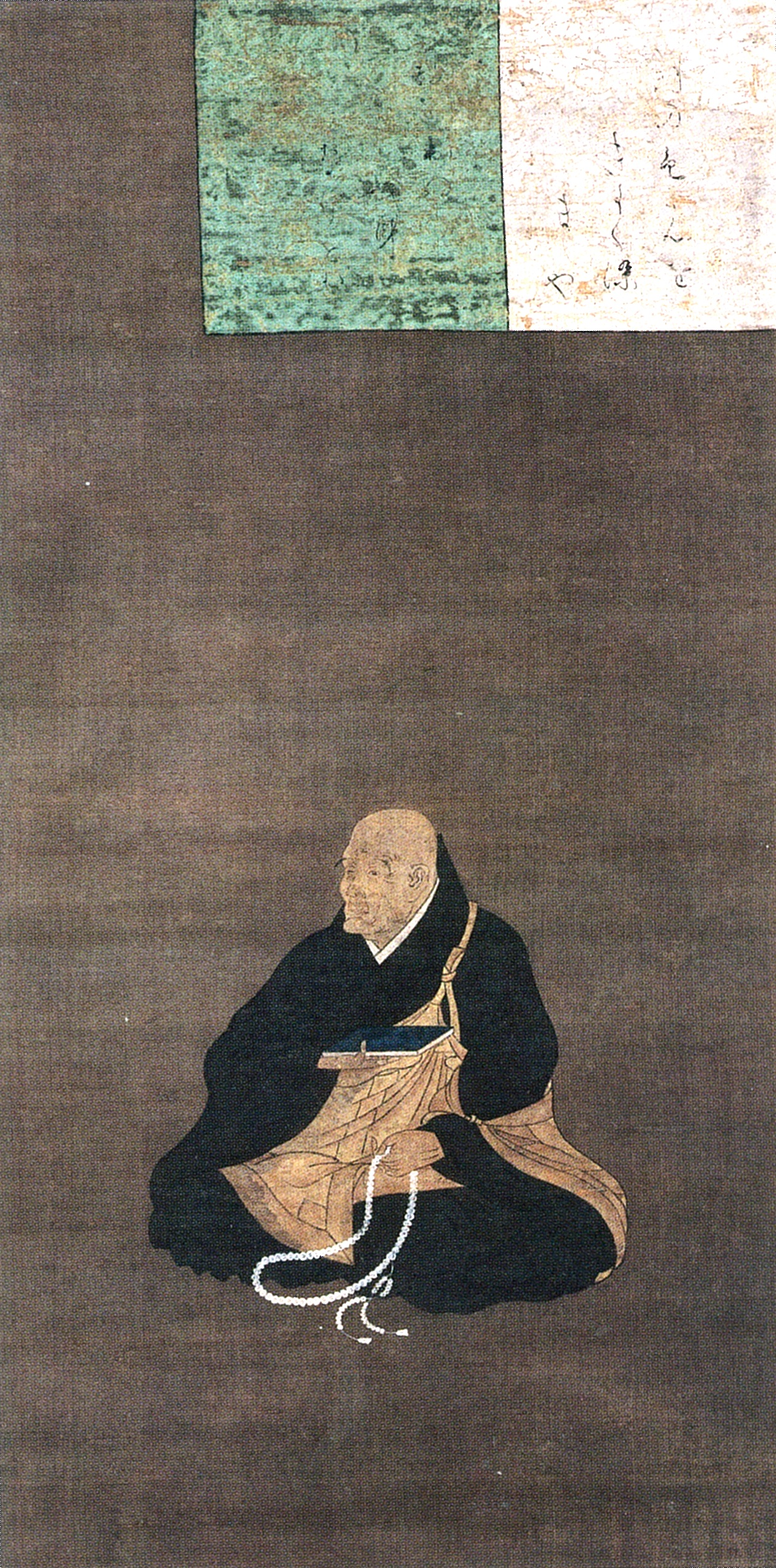
西行像（MOA美術館蔵）

西行（さいぎょう、元永元年〈1118年〉- 建久元年2月16日〈1190年3月30日〉）は、平安時代末期から鎌倉時代初期にかけての日本の武士、僧侶、歌人。西行法師と呼ばれ、俗名は佐藤 義清（さとう のりきよ）。憲清、則清、範清とも記される。西行は号であり僧名は円位。後に大本房、大宝房、大法房とも称す。
和歌は約2,300首が伝わる。勅撰集では『詞花集』に初出（1首）。『千載集』に18首、『新古今集』に94首（入撰数第1位）をはじめとして二十一代集に計265首が入撰。家集に『山家集』（六家集の一）、『山家心中集』（自撰）、『聞書集』。その逸話や伝説を集めた説話集に『撰集抄』『西行物語』があり、『撰集抄』については作者と注目される事もある。

## 生涯
誕生は元永元年（1118年）。父は左衛門尉・佐藤康清、母は監物・源清経女である。
父系は藤原魚名（藤原北家の藤原房前の子）を祖とする魚名流藤原氏。佐藤氏は義清の曽祖父・公清の代より称す。祖父の佐藤季清も父の康清も衛府に仕え、紀伊国田仲荘（和歌山県紀の川市、旧那賀郡打田町竹房）を知行地としていた。母系についてはよくわかっていないが、源清経については考証があり文武に秀でた人物だったとされている。
祖父の代から徳大寺家に仕えており、『古今著聞集』の記述から自らも15〜16歳頃には徳大寺実能に出仕していた。『長秋記』によると保延元年（1135年）に左兵衛尉（左兵衛府の第三等官）に任ぜられ、さらに鳥羽院に下北面武士としても奉仕していた（同時期の北面武士に平清盛がいる）。この頃、徳大寺公重の菊の会に招かれ、藤原宗輔が献上した菊の歌を詠んでおり、既に歌人としての評価を得ていたとされる。
保延6年（1140年）10月、出家して西行法師と号した（『百錬抄』第六）。出家後は東山、嵯峨、鞍馬など諸所に草庵を営んだ。30歳頃に陸奥に最初の長旅に出る。その後、久安5年（1149年）前後に高野山（和歌山県高野町）に入った。
仁安3年（1168年）には崇徳院の白峯陵を訪ねるため四国へ旅した（仁安2年とする説もある）。これは江戸時代に上田秋成によって『雨月物語』中の一篇「白峯」に仕立てられている。また、この旅は弘法大師の遺跡巡礼も兼ねていたとされる。
高野山に戻り、治承4年（1180年）頃に伊勢国に移った。文治2年（1186年）、東大寺再建の勧進のため2度目の陸奥行きを行い藤原秀衡と面会。この途次に鎌倉で源頼朝に面会し、歌道や武道の話をしたことが『吾妻鏡』に記されている。
伊勢国に数年住まった後、河内国石川郡弘川（中世以降の同郡弘川村、現在の大阪府南河内郡河南町弘川）にある弘川寺（龍池山瑠璃光院弘川寺）に庵居し、建久元年（1190年）にこの地で入寂した。享年73。かつて「願はくは花の下にて春死なん　そのきさらぎの望月のころ」と詠んだ願いに違わなかったとして、その生きざまが藤原定家や慈円の感動と共感を呼び、当時名声を博した。

### 生誕の地
西行の生誕地は佐藤氏の支配した紀伊国田仲荘（紀の川市）であるとする説と、佐藤氏の生活の基盤は京都にあり京都が生誕地であるという説がある。

### 出家の動機
友人の急死説
『西行物語絵巻』（作者不明、2巻現存。徳川美術館収蔵）では、親しい友の死を理由に北面を辞したと記されている。
失恋説
- 『源平盛衰記』に、高貴な上臈女房と逢瀬を持ったが「あこぎの歌」を詠みかけられて失恋したとある。この恋の相手の女性は待賢門院璋子であるという。
- 近世初期成立の『西行の物かたり』（高山市歓喜寺蔵）には、御簾の間から垣間見えた女院の姿に恋をして苦悩から死にそうになり、女院が情けをかけて1度だけ逢ったが、「あこぎ」と言われて出家したとある。
- 瀬戸内寂聴は自著『白道』（1995年）の中で待賢門院への失恋説をとっているが、美福門院説もあるとしている。
- 五味文彦『院政期社会の研究』（1984年）では恋の相手を上西門院に擬している。

### 妻子・兄弟
妻子の存在については否定説と肯定説がある。『尊卑分脈』では「権律師隆聖」という男子があるとする。また『西行物語絵巻』では女子があるとする（西行の娘を参照）。『発心集』には九条民部卿（藤原顕頼）の娘・冷泉殿が西行の娘の母に「ゆかり（血縁関係か）」があったと記されており、『撰集抄』では冷泉殿は「（西行の娘の）ははかたのをば」とされ、『撰集抄』が事実であるとするならば西行は藤原顕頼の娘を娶っていたことになる。
さらに『尊卑分脈』には兄弟に仲清がみえるが西行の兄とする説と弟とする説がある。
『地下家伝』では山形左衛門尉を称した俊宗という子がいたとされており、子孫は日野家に仕えた山形氏である。

## 評価

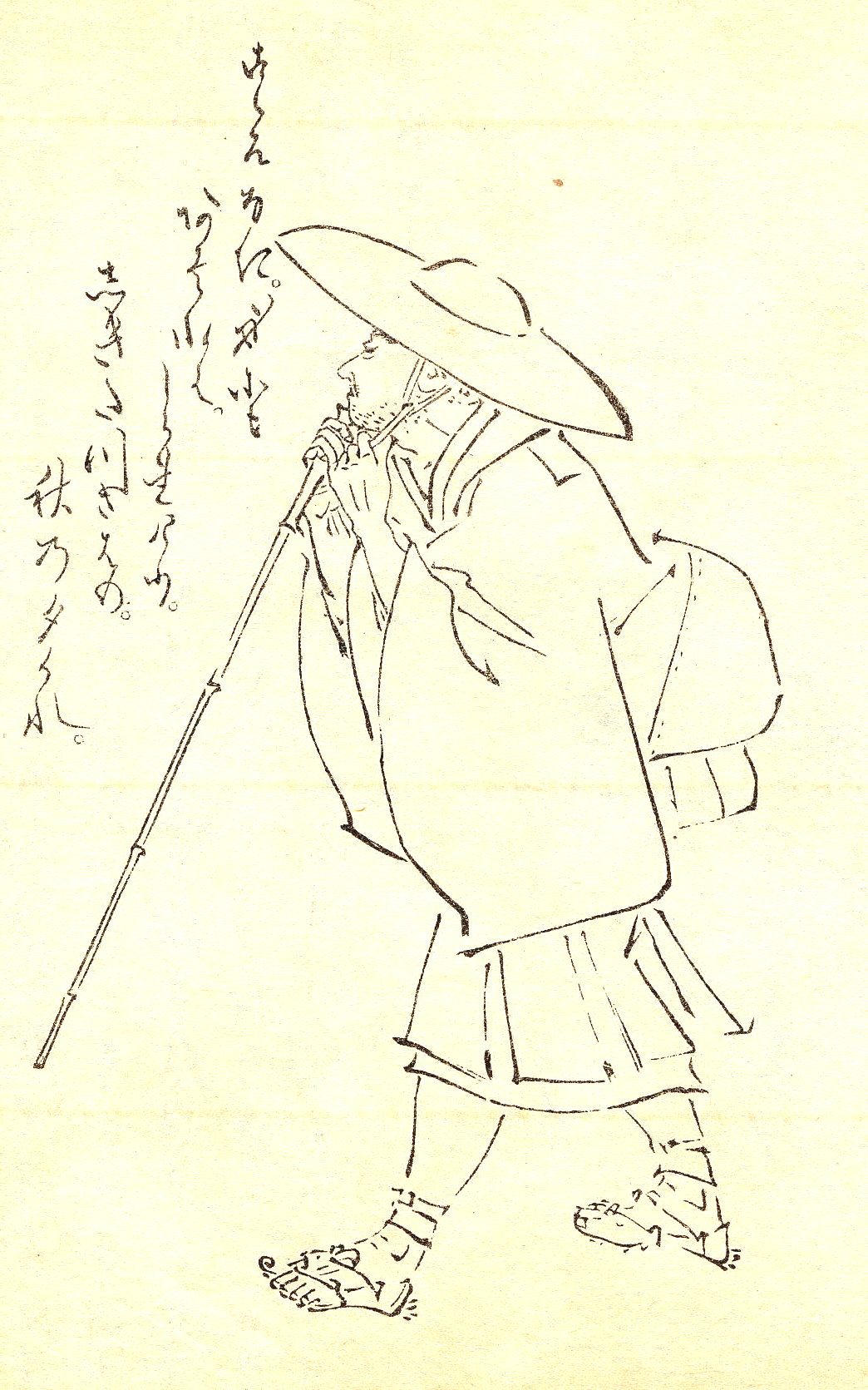
西行法師（菊池容斎画／江戸時代）

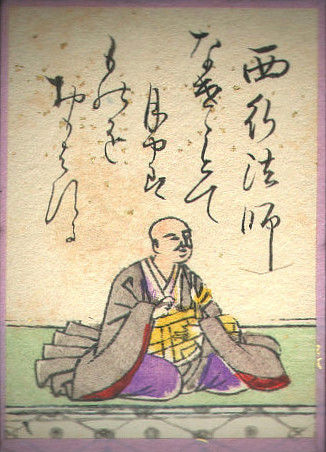
「嘆けとて月やはものを思はするかこち顔なるわが涙かな」（『小倉百人一首』86番、『千載和歌集』恋・936）

『後鳥羽院御口伝』に「西行はおもしろくてしかも心ことに深く、ありがたく出できがたきかたもともにあひかねて見ゆ。生得の歌人と覚ゆ。おぼろげの人、まねびなどすべき歌にあらず。不可説の上手なり」とあるごとく、藤原俊成とともに新古今の新風形成に大きな影響を与えた歌人であった。歌風は率直質実を旨としながら、強い情感をてらうことなく表現するもので、季の歌はもちろんだが恋歌や雑歌に優れていた。院政前期から流行し始めた隠逸趣味、隠棲趣味の和歌を完成させ、研ぎすまされた寂寥、閑寂の美運子をそこに盛ることで、中世的叙情を準備した面でも功績は大きい。また俗語や歌語ならざる語を歌の中に取り入れるなどの自由な詠み口もその特色で、当時の俗謡や小唄の影響を受けているのではないかという説もある。後鳥羽院が西行をことに好んだのは、こうした平俗にして気品すこぶる高く、閑寂にして艶っぽい歌風が、彼自身の作風と共通するゆえであった。
和歌に関する若年時の事跡はほとんど伝わらないが、崇徳院歌壇にあって藤原俊成と交を結び、一方で俊恵が主催する歌林苑からの影響をも受けたであろうことはほぼ間違いないと思われる。出家後は山居や旅行のために歌壇とは一定の距離があったようだが、文治3年（1187年）に自歌合『御裳濯河歌合』を成して俊成の判を請い、またさらに自歌合『宮河歌合』を作って、当時いまだ一介の新進歌人に過ぎなかった藤原定家に判を請うたことは特筆に価する（この二つの歌合はそれぞれ伊勢神宮の内宮と外宮に奉納された）。
しばしば西行は「歌壇の外にあっていかなる流派にも属さず、しきたりや伝統から離れて、みずからの個性を貫いた歌人」として見られがちであるが、これは明らかに誤った西行観であることは強調されねばならない。あくまで西行は院政期の実験的な新風歌人として登場し、藤原俊成とともに『千載集』の主調となるべき風を完成させ、そこからさらに新古今へとつながる流れを生み出した歌壇の中心人物であった。
後世に与えた影響は極めて大きい。後鳥羽院をはじめとして、宗祇、芭蕉にいたるまでその流れは尽きない。特に室町時代以降、単に歌人としてのみではなく、旅の中にある人間として、あるいは歌と仏道という二つの道を歩んだ人間としての西行が尊崇されていたことは注意が必要である。宗祇、芭蕉にとっての西行は、あくまでこうした全人的な存在であって、歌人としての一面をのみ切り取ったものではなかったし、『撰集抄』『西行物語』をはじめとする「いかにも西行らしい」説話や伝説が生まれていった所以もまたここに存する。例えば能に『江口』があり、長唄に『時雨西行』があり、あるいはごく卑俗な画題として「富士見西行」があり、各地に「西行の野糞」と刻まれた口碑が残っているのはこのためである。

## 逸話

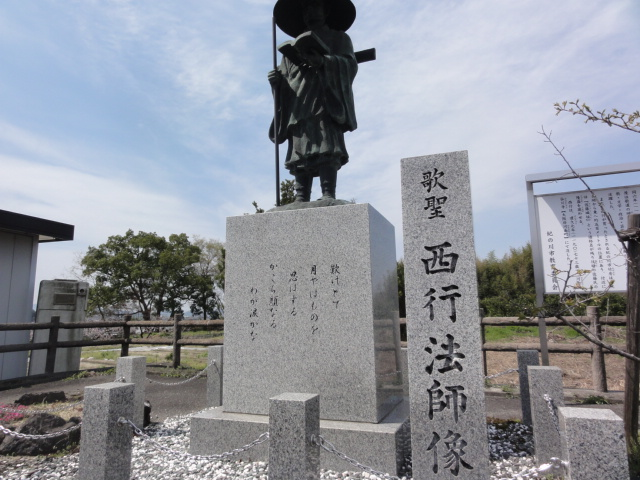
和歌山県紀の川市の西行法師像

### 出家
出家の際に衣の裾に取りついて泣く子（4歳）を縁側から蹴落として家を捨てたという逸話が残る。この出家に際して以下の句を詠んだ。
「惜しむとて 惜しまれぬべき此の世かな 身を捨ててこそ 身をも助けめ」

### 崇徳院
ある時（1141年以降）西行にゆかりの人物（藤原俊成説がある）が崇徳院の勅勘を蒙った際、院に許しを請うと崇徳院は次の歌を詠んだ(山家集）。
「最上川 つなでひくとも いな舟の しばしがほどは いかりおろさむ」
意：最上川では上流へ遡行させるべく稲舟をおしなべて引っ張っていることだが、その稲舟の「いな」のように、しばらくはこのままでお前の願いも拒否しよう。舟が碇を下ろし動かないように。
対して西行は次の返歌を詠んだ。
「つよくひく 綱手と見せよ もがみ川 その稲舟の いかりをさめて」
意：最上川の稲舟の碇を上げるごとく、「否」と仰せの院のお怒りをおおさめ下さいまして、稲舟を強く引く綱手をご覧下さい（私の切なるお願いをおきき届け下さい）。

### 旅路において
西行戻し
各地に「西行戻し」と呼ばれる逸話が伝えられている。共通して、現地の童子にやりこめられ恥ずかしくなって来た道を戻っていく、というものである。
- 松島「西行戻しの松」
- 秩父「西行戻り橋」
- 日光「西行戻り石」
- 甲駿街道「西行峠」

鴫立沢
奥州下りの折、神奈川県中郡大磯町の旧宿場町（江戸時代における相模国淘綾郡大磯宿、幕藩体制下の相州小田原藩知行大磯宿）の西端（江戸時代における淘綾郡西小磯村付近、幕藩体制下の寺社領相州西小磯村付近、鎌倉時代における相摸国餘綾郡内）の海岸段丘を流下する渓流にて、下記を詠んだと伝えられる。
「鴫立沢（しぎたつさわ、旧字体表記：鴫立澤、古訓：しぎたつさは）」は「鴫の飛び立つ沢」を意味するだけの、ありふれた地名であったろうが、いつしかこの地は西行の歌にちなんでその名で呼ばれるようになったと思われる。時を下り、伝承にあやかって江戸時代初期の寛永年間（1624-1645年間）に結ばれた「鴫立庵」が今も残る。
伊勢神宮で詠んだとされる歌
伊勢神宮を参拝した時に詠んだとされる歌は、日本人の宗教観を表す一例に挙げられる。古来、西行の歌か否か真偽のほどが問われていた歌であるが、延宝2年（1674年）板本系統の『西行上人集』に収録されている。
源頼朝との出会い
- 頼朝に弓馬の道のことを尋ねられて、「一切忘れはてた」ととぼけたといわれている。
- 頼朝から拝領した純銀の猫を、通りすがりの子供に与えたとされている。

### 晩年の歌
以下の歌を生前に詠み、その歌のとおり、陰暦2月16日、釈尊涅槃の日に入寂したといわれている。
花の下を“した”と読むか“もと”と読むかは出典により異なる。なお、この場合の花とは桜のことである。その欲望の意味するところは、下の句の、如月（きさらぎ）の満月（望月）の頃つまり涅槃の頃に朽ち果てたいということである。（あくまで日本仏教の文脈における後世の解釈）

## 伝説
『撰集抄』に西行が「人造人間を作ろう」としていた記述がある。“鬼の、人の骨を取集めて人に作りなす例、信ずべき人のおろ語り侍りしかば、そのままにして、ひろき野に出て骨をあみ連らねてつくりて侍りしは〜”。
＜要約＞（西行が）高野山に住んでいた頃、野原にある死人の体を集め並べて骨に砒霜（ひそう）という薬を塗り、反魂の術を行い人を作ろうとした。しかし見た目は人ではあるものの血相が悪く、声もか細く魂も入っていないものが出来てしまい、高野山の奥に捨ててしまったという記述がある。伏見前中納言師仲に会い作り方を教わるものの、つまらなく思い、その後、人を作ることはなかった。
西行の子・隆聖の子孫・佐藤正岑の子が長束正家であるという伝説がある。

## ゆかりある人々
- 西行の娘
- 西住 - 西行自身が「同行に侍りける上人」と呼んだ僧侶。
- 木下勝俊（木下長嘯子） - 最晩年、西行出家の寺の近くの寺に居を構えた。
- 似雲 - 江戸時代の僧。西行を尊崇し、「今西行」と呼ばれた[2]。

## 刊行著作
- 『山家集 新潮日本古典集成』 後藤重郎校注、新潮社、新装版2015年
- 『新訂 山家集』 佐佐木信綱校訂 岩波文庫、ワイド版も刊
- 『山家集』 風巻景次郎校注 日本古典文学大系29：岩波書店
- 『山家集』 伊藤嘉夫校註 日本古典全集・第一書房 1987年
- 『西行法師全歌集』 伊藤嘉夫編・第一書房 1987年
- 『西行全集』 久保田淳編 日本古典文学会、貴重本刊行会、1990年
- 『新訂増補 西行全集』 尾山篤二郎編著、五月書房、1978年
- 『西行全集』全2巻、伊藤嘉夫・久曾神昇編、ひたく書房、1981年
- 『西行　コレクション日本歌人選』橋本美香編、笠間書院、2012年
- 『西行全歌集』久保田淳・吉野朋美校注、岩波文庫、2013年
- 『山家集』宇津木言行校注、角川ソフィア文庫、2018年

## 関連文献
- 『西行物語』 桑原博史訳注、講談社学術文庫 1981年
- 『西行物語絵巻 日本の絵巻19』 小松茂美編、中央公論社
- 『新訳 西行物語』 宮下隆二訳 選書版：PHP研究所 2008年
- 『絵巻＝西行物語絵』 千野香織編 〈日本の美術416号〉 至文堂 2000年
- 『毎日グラフ別冊 古典を歩く5　西行物語』毎日新聞社 1989年
- 『西行の時代』堀江朋子著 論創社 2021年
- 『西行』人物叢書 目崎徳衛著　吉川弘文館 1980年。新装版1989年 ISBN　9784642051781
- 『西行の思想史的研究』目崎徳衛著　吉川弘文館 1978年 ISBN　9784642020879、オンデマンド版　2017年　ISBN　9784642720878

## 西行庵

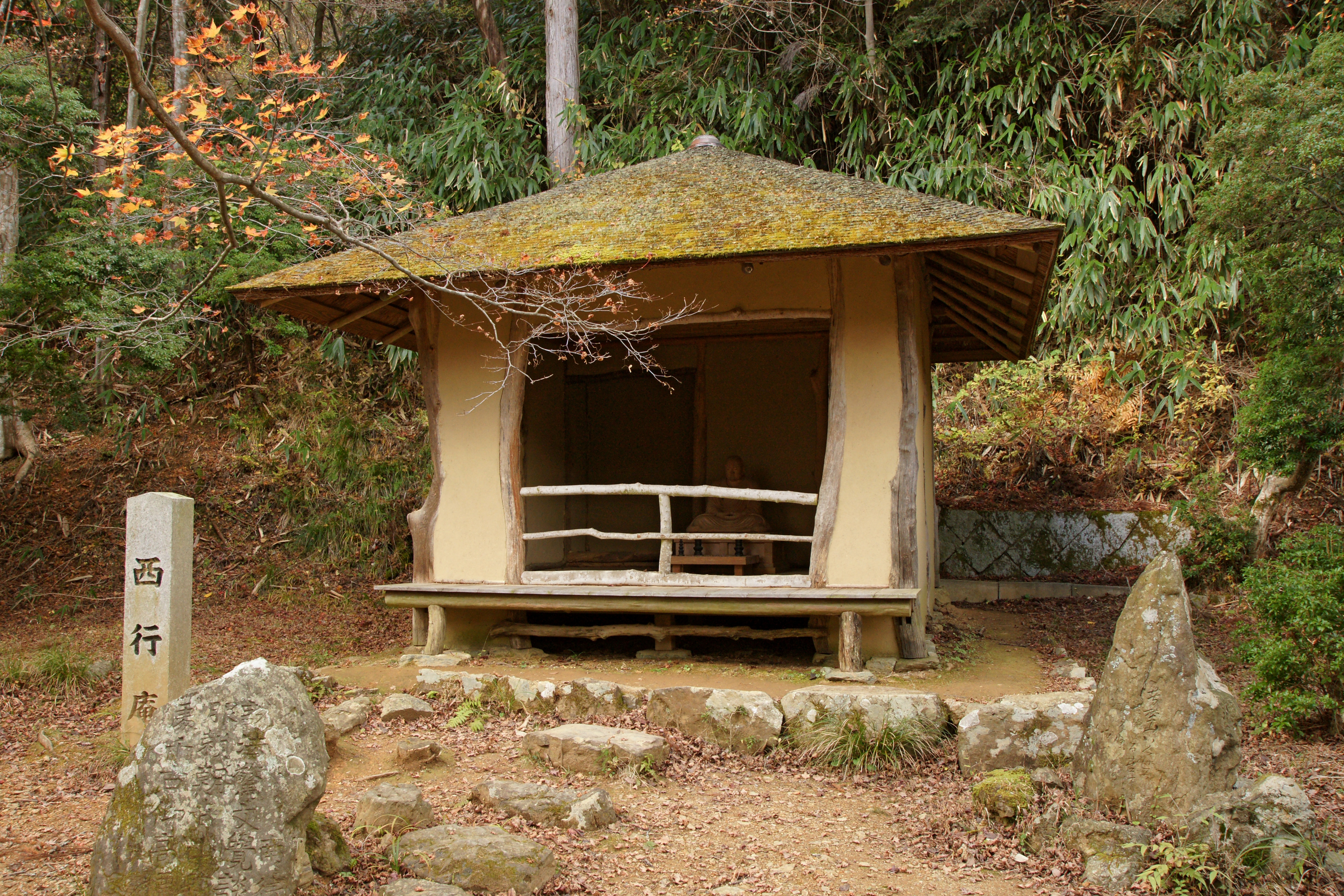
西行庵（吉野山）

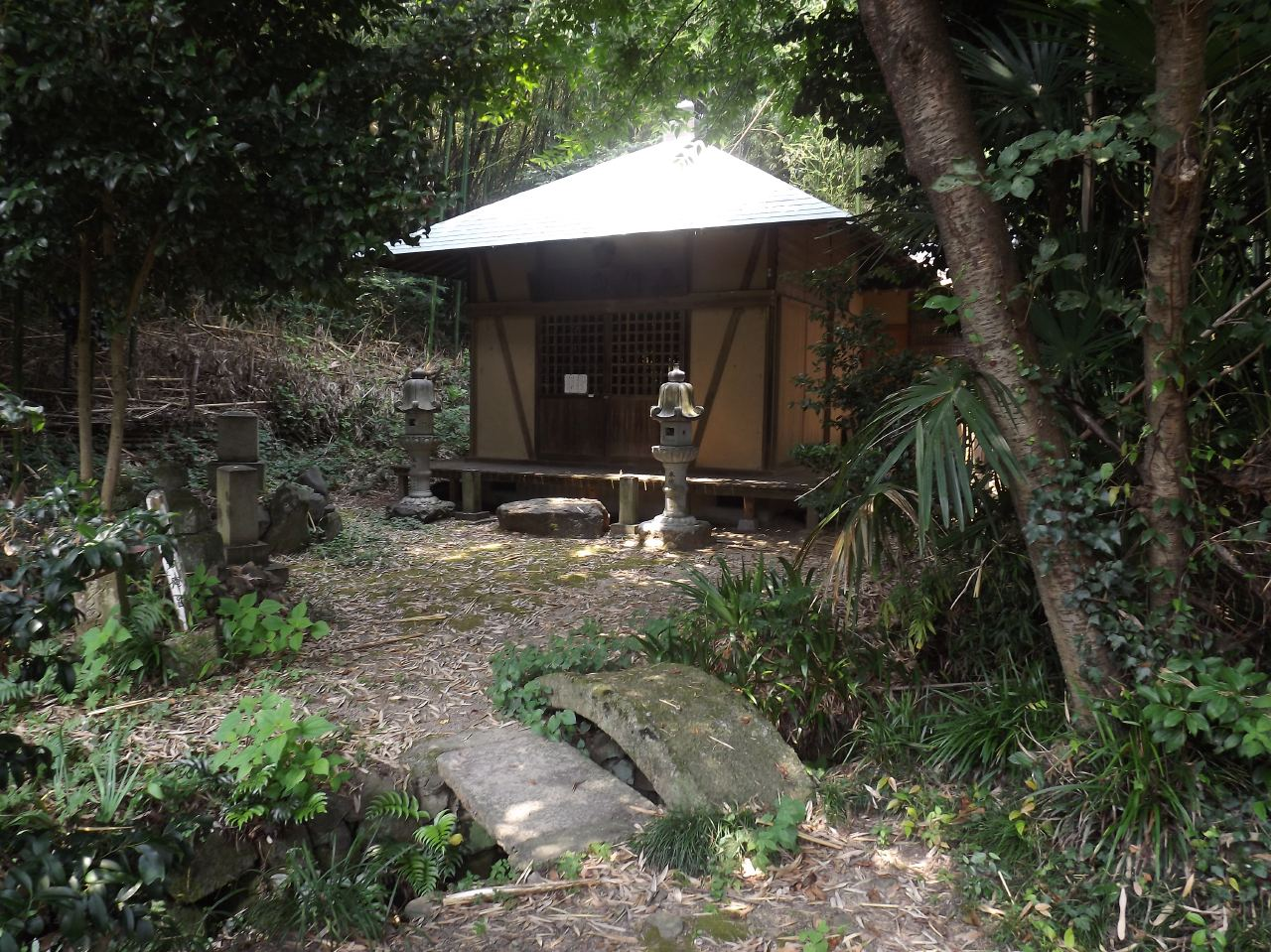
西行庵（善通寺）

西行庵と呼ばれる西行が結んだとされる庵跡は複数ある。京都の「皆如庵」は明治26年（1893年）に、当時の庵主・宮田小文と富岡鉄斎によって再建されて、現在も観光名所として利用されている。その他にも、吉野山の奥千本にある「西行庵」が有名であり、善通寺市には「水茎の岡 西行庵」がある。

## 西行を題材にした作品
能
- 江口
- 西行桜
- 西行西住

落語
- 西行
- 西行鼓ヶ滝

長唄
- 時雨西行

義太夫節
- 軍兵富士見西行

文学作品
- 上田秋成『雨月物語』「白峯」
- 幸田露伴「二日物語」（全集第5巻）
- 白洲正子『西行』ISBN 4101379025
- 瀬戸内寂聴『白道』ISBN 4062638819
- 辻邦生『西行花伝』ISBN 4101068100
- 火坂雅志『花月秘拳行』ISBN 4043919050
- 中津文彦『闇の弁慶―花の下にて春死なむ』 ISBN 978-4396630164

- 夢枕獏『宿神』（全4巻）ISBN 978-4022510020, ISBN 978-4022510037, ISBN 978-4022510235, ISBN 978-4022510242
- 三田誠広『西行月に恋する』『阿修羅の西行』

テレビドラマ
- 平清盛 - NHK大河ドラマ。主人公・平清盛と出家前の西行（演：藤木直人）が親友だったという設定。本作においては、西行の出家の原因を、待賢門院璋子との愛憎劇によるものとしている。

ゲーム
- 東方妖々夢 〜 Perfect Cherry Blossom.- 上海アリス幻樂団。六面ボスの西行寺幽々子は西行の娘をモデルにしている。一部演出に西行の歌を利用。

## その他
西行が諸国を旅したことから、後年、各地を遍歴する大工などの職人のことを「西行」と呼んだ。